# Hervé Marseille
Hervé Marseille (ur. 20 sierpnia 1954 w Abbeville) – francuski polityk i samorządowiec, parlamentarzysta, przewodniczący Unii Demokratów i Niezależnych.

## Życiorys
W latach 1986–1988 był członkiem gabinetu sekretarza stanu André Santiniego. W latach 1989–1999 pełnił funkcję zastępcy mera miejscowości Meudon. Następnie do 2017 sprawował urząd mera. Był też radnym regionu Île-de-France (1993–2004) i wiceprzewodniczącym rady departamentu Hauts-de-Seine (2004–2011). Obejmował funkcje prezesa agencji komunalnej Syctom i wiceprzewodniczącego zrzeszenia francuskich merów AMF. W latach 2009–2011 był członkiem Rady Gospodarczej, Społecznej i Środowiskowej.
Był działaczem Unii na rzecz Demokracji Francuskiej. W 2007 wsparł prezydencką kandydaturę Nicolasa Sarkozy’ego. Dołączył do Nowego Centrum. Później przeszedł do formacji Force européenne démocrate, na czele której stanął w 2015. Został też działaczem współtworzonej przez nią Unii Demokratów i Niezależnych, w 2022 wybrany na przewodniczącego tego ugrupowania.
W 2011 wszedł w skład francuskiego Senatu. Reelekcję uzyskiwał w wyniku wyborów w 2017 i 2023. Pełnił funkcję wiceprzewodniczącego wyższej izby francuskiego parlamentu, został też przewodniczącym senackiej frakcji Unii Centrystów.

## Odznaczenia
- Legia Honorowa V klasy (2003)[8]
- Order Narodowy Zasługi V klasy (2011)[9]